# Robert Bugara
Robert Bugara (ur. 12 listopada 1973) – polski biathlonista, medalista mistrzostw Polski, reprezentant Polski.

## Życiorys
Był zawodnikiem WKS Legii Zakopane.
Reprezentował Polskę na mistrzostwach świata juniorów w 1993 (68 m. w biegu indywidualnym, 41 m. w sprincie, 5 m. w sztafecie i 8 m. w biegu drużynowym.
Na mistrzostwach Polski seniorów wywalczył medale: brązowy w sztafecie w 1992, brązowe w sztafecie i biegu drużynowym w 1995, złoty w sztafecie i brązowy w biegu drużynowym w 1996. Był też mistrzem Polski juniorów w sprincie (1993).
Pracował jako trener w BKS WP Kościelisko.